# Golesz
Golesz (PLH180031) – projektowany specjalny obszar ochrony siedlisk, aktualnie obszar mający znaczenie dla Wspólnoty, położony na Pogórzu Strzyżowskim, na północ od Jasła, w pobliżu Krajowic, o powierzchni 260,85 ha.
Nieco ponad 10% powierzchni obszaru chroni dodatkowo rezerwat przyrody Golesz, na którego terenie znajdują się pozostałości umocnień obronnych średniowiecznego zamku Golesz.
W obszarze podlegają ochronie następujące siedliska z załącznika I dyrektywy siedliskowej:
- grąd Tilio-Carpinetum – ok. 54% obszaru
- żyzna buczyna karpacka Dentario glandulosae-Fagetum – ok. 42% obszaru
- kwaśna buczyna górska Luzulo luzuloidis-Fagetum
- podgórski łęg jesionowy Carici remotae-Fraxinetum
- jaskinie nieudostępnione do zwiedzania